# Uyuzhamamköyü, Alpu
Uyuzhamamköyü là một xã thuộc huyện Alpu, tỉnh Eskişehir, Thổ Nhĩ Kỳ. Dân số thời điểm năm 2011 là 192 người.